# University of Georgia Press
A University of Georgia Press (UGA Press) é a editora universitária da Universidade da Geórgia, com sede em Athens, no estado norteamericano da Geórgia. É a maior e mais antiga editora do estado e membro da Association of University Presses.